# 里奧哈納毛鼻鯰
里奧哈納毛鼻鯰，為輻鰭魚綱鯰形目毛鼻鯰科的其中一種。分布於南美洲阿根廷La Rioja地區淡水流域，體長可達8.5公分。

## 扩展阅读
維基物種上的相關：里奧哈納毛鼻鯰